# Mario's Picross
Mario Picross is een spel voor de Game Boy. Het is een collectie van Japanse puzzels, logische puzzels met een schema met nummers voor elke rij en kolom, die verwijst naar de hoeveelheid gemakkeerde vierkantjes binnen het kader.
Omdat Japanse puzzels beroemd waren in Japan, maar niet in Europa, was de uitkomst een gok en duidelijk ook niet een erg succesvolle gok. Het is misschien wel een van de raarste Mario-spin-offs tot de dag van vandaag. Het wordt daarom wordt ook vaak niet genoemd als een werkelijk Mario-spel.
Het spel kreeg ook nog twee vervolgen, die alleen in Japan werden uitgebracht: Picross 2 voor de Game Boy en Mario's Super Picross voor de SNES (Super Famicom in Japan).